# 世界红卍字会江苏省会旧址
世界红卍字会江苏省会旧址为中国江苏省镇江市的一处历史建筑，位于市中心润州区京畿路82号。
1923年，世界红卍字会成立镇江道院，又名红卍字会江苏分会，1934年扩建，中西合璧风格，共有52间。2019年3月，世界红卍字会江苏省会旧址被列为江苏省文物保护单位。